# 2017년 한국 중부 집중호우

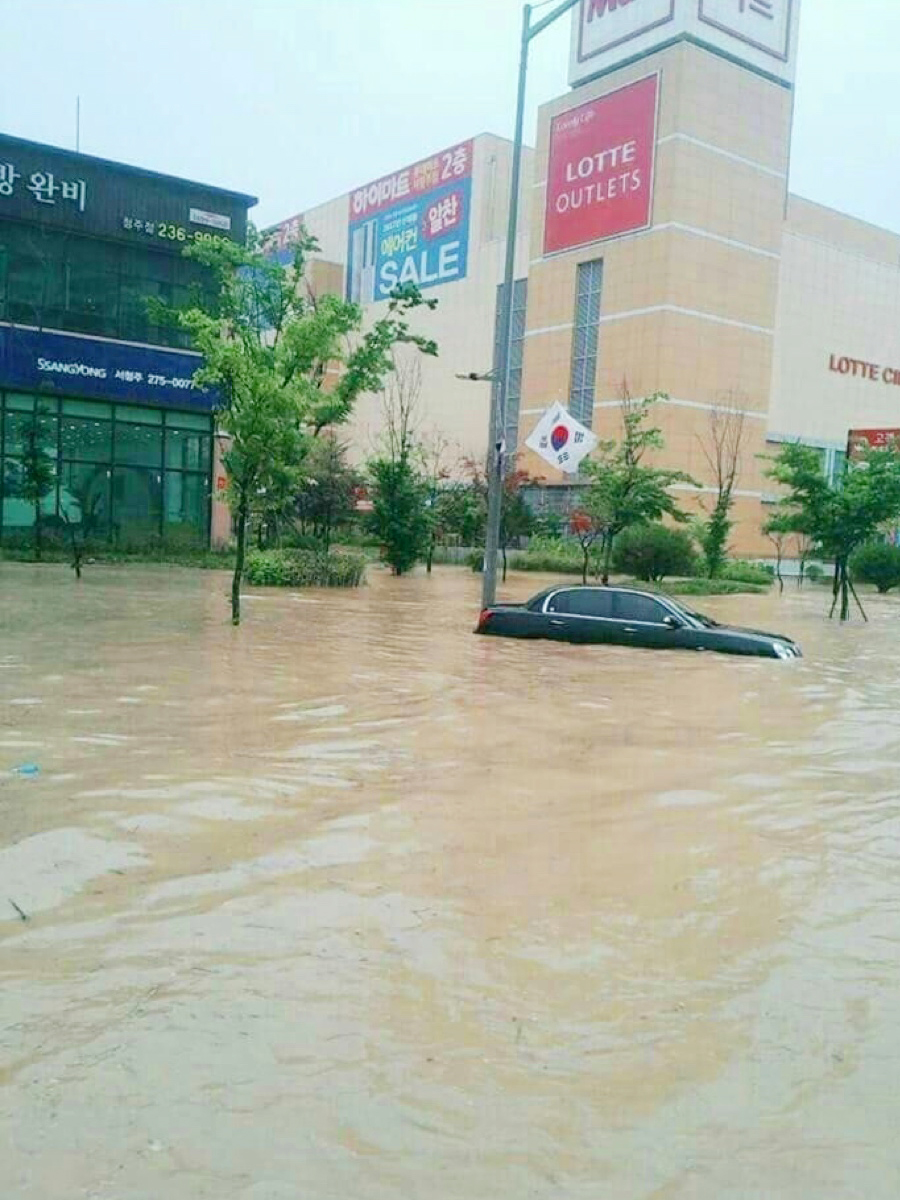
2017년 7월 16일 집중호우로 침수된 청주 시내

2017년 7월 대한민국 수도권, 경기도, 충청도, 그리고 강원도 북부에 걸쳐 집중호우가 발생하였다. 이로 인해 해당 지역 곳곳에서 침수 피해가 속출하였다.

## 피해 지역

### 수도권
2017년 7월 23일 대한민국 수도권 지역에서 폭우가 쏟아져 여러 곳이 물에 잠기는 사태가 발생했다. 특히 인천 일대는 새벽부터 시간당 최대 92mm의 비가 내려, 경인선 인천에서 부평역 간 전동차 운행이 선로 침수로 중단되었고, 제2외곽순환도로 일부 구간도 침수로 통행이 차단되는 등 교통 마비가 일어났다. 인천의 한 주택 지하에서 90대 치매 노인이 고립되어 익사하는 사고도 있었다.

### 충청권
2017년 7월 16일 충청북도 청주시에서 오전 0시부터 오후 4시까지 하루 새 최고 290mm의 장맛비가 쏟아져 각종 침수 피해가 발생하였다. 이날 강수량은 1995년 이후 22년 만에 최대 폭우로 기록됐다.
2017년 7월 31일 오전 충청북도 음성군 일대에 최고 149mm의 폭우가 내려, 도로와 상가가 물에 잠기는 피해를 당했다.